# مانويل لوبيز
مانويل لوبيز (17 فبراير 1950 راينوسا إسبانيا - ) هو لاعب كرة قدم إسباني يلعب كحارس مرمى.